# Ханкенді
Ханкенді́ (азерб. Xankəndi, вірм. Խանքենդի; у 1923 —1991/2023 Степанаке́рт, вірм. Ստեփանակերտ) — місто республіканського значення в Азербайджані, у 1991—2023 роках було столицею і містом державного значення невизнаної Нагірно-Карабаської Республіки до фактичного припинення її існування внаслідок азербайджанського наступу.

## Назва
До 1847 року місто мало назву Вараракн (вірм. Վարարակն, Vararakn), що з вірменської мови перекладається як «скора весна».
У 1847 році російська влада змінила назву на Хан-Кенді (азерб. Xanın kəndi), що є відсиланням до Карабського ханства та означає «ханське містечко». Однак переважно вірменське населення міста продовжило використовувати старішу назву.
З 1923 року перейменоване на Степанакерт (вірм. Ստեփանակերտ, Step'anakert), на честь Степана Шаумяна (вірм. Ստեփան Գևորգի Շահումյան, Step'an Gevorgi Shahumyan). Нова назва означала «місто, створене Степаном».
У 1991 році влада Азербайджану повернула місту одну з його історичних назв, Ханкенді (азерб. Xankəndi). Однак влада АНКР, а згодом і невизнаної НКР, відмовилася визнавати це рішення та продовжила користуватися назвою Степанакерт (вірм. Ստեփանակերտ). Ця ж назва використовується і у Вірменії.

## Клімат
Місто розташоване в зоні, яка характеризується вологим континентальним кліматом зі спекотним літом. Найтепліший місяць — липень із середньою температурою 22.9 °C (73.2 °F). Найхолодніший місяць — січень, із середньою температурою -3 °С (26.6 °F).
| Клімат Ханкенді         | Клімат Ханкенді | Клімат Ханкенді | Клімат Ханкенді | Клімат Ханкенді | Клімат Ханкенді | Клімат Ханкенді | Клімат Ханкенді | Клімат Ханкенді | Клімат Ханкенді | Клімат Ханкенді | Клімат Ханкенді | Клімат Ханкенді | Клімат Ханкенді |
| Показник                | Січ.            | Лют.            | Бер.            | Квіт.           | Трав.           | Черв.           | Лип.            | Серп.           | Вер.            | Жовт.           | Лист.           | Груд.           | Рік             |
| Середній максимум, °C   | 0,8             | 2,5             | 8,1             | 15,1            | 20,7            | 26,2            | 29,7            | 28,7            | 24,5            | 16,3            | 9,4             | 3,3             | 15,4            |
| Середня температура, °C | −3              | −1,7            | 3,2             | 10,1            | 14,4            | 18,9            | 22,9            | 21,9            | 17,9            | 11,4            | 5,4             | 0,1             | 10,1            |
| Середній мінімум, °C    | −8              | −6,5            | −2,1            | 3,6             | 8,3             | 12,6            | 16,3            | 15,6            | 11,5            | 5,5             | 0,2             | −4,9            | 4,3             |
| Норма опадів, мм        | 23              | 30.3            | 57.7            | 81.3            | 125.3           | 94.8            | 47.4            | 38.7            | 52.6            | 56.6            | 35.1            | 25.4            | 668.2           |
| Днів з опадами          | 6,5             | 7,4             | 9,7             | 10              | 12,6            | 7,9             | 3,9             | 3,5             | 4,2             | 7,7             | 6,3             | 6               | 85,7            |
| Вологість повітря, %    | 68.3            | 69.6            | 65.4            | 58.7            | 57.3            | 50.7            | 43.5            | 44.9            | 49.5            | 59.9            | 62.6            | 67.9            | 58.2            |
| ----------------------- | --------------- | --------------- | --------------- | --------------- | --------------- | --------------- | --------------- | --------------- | --------------- | --------------- | --------------- | --------------- | --------------- |
| Джерело: Weatherbase    |                 |                 |                 |                 |                 |                 |                 |                 |                 |                 |                 |                 |                 |

## Історія
Історична назва поселення, що було на місці Ханкенді — Вараракн, через протікаючу через нього річку (поселення відоме з кінця V століття). Це поселення входило в межі (з кінця IV по VIII ст.) частини Кавказької Албанії з переважно вірменським населенням, далі вірменського князівства Хачен (до XVI ст.) та вірменського мелікства Варанда (XVI–XVIII ст.), що знаходилися під сюзеренітетом різних держав, які змінювали одна одну: Арабського халіфату, вірменських Багратидів, тюркської Сельджукської імперії, тюркської держави Атабеків Ельденізідів, монгольських Хулагуїдів, Імперії Тімуридів, тюркських держав Ак Коюнлу і Кара Коюнлу, династії шахів Ірану — Сефевідів. З середини XVIII століття було володінням Карабаського ханства, з 1822 року — під безпосередньою владою Російської імперії (Шушинський повіт Елісаветпольської губернії). Через свою приналежність карабаським ханам, село наприкінці XVIII століття отримало назву «Ханкенді» («Ханське селище»).
У 1847 році в селі було 80 будинків вірменських та 52 будинки російських жителів, а також вірменська церква і кладовище. Близько 1900 року Ханкенді мало населення 3 000 осіб, головним чином вірмен і росіян і 2-класне училище, там на постійних квартирах знаходився 1-й Сунженсько-Владикавказький Терського війська козацький полк.
Після розпаду Російської імперії, Радянська влада вирішила залишити Нагірний Карабах у складі новоутвореної Азербайджанської РСР як Нагірно-Карабаську автономну область (спочатку називалося «Автономна область Нагірного Карабаху»), попри те, що за етнічним складом населення вірмени становили 89,1 %, а тюрки — лише 10,0 %. 6 жовтня 1923 року поселення було перейменовано на Степанакерт, на честь Степана Шаумяна — одного з керівників Бакинської комуни.
Перший проєкт з планування та облаштування міста було складено в 1926 році архітектором Олександром Таманяном, другий у 1938 році — архітектором Слоботяником, третій у 1968 році — архітектором Дадашяном. Усі проєкти слідували системі, розробленій Таманяном.
У місті було відкрито сільськогосподарський технікум, місто стало центром усієї промисловості області, насамперед шовкової та виноробної. У 1939 році в місті було 10 тис. жителів, у 1959 — 20 тис., у 1970 — 30 тис., у 1975 — 33 тис. До кінця радянської епохи там було побудовано цілий ряд фабрик і заводів, зокрема електротехнічний та асфальтобетонний комбінати. Функціонували сільськогосподарський технікум, педагогічний інститут, медичне та музичне училища, історико-краєзнавчий музей, драматичний театр. У 1960 році було збудовано ансамбль центральної площі Степанакерта з будівлею обкому (нині уряду НКР). Ця площа (ім. Леніна) в 1988 році стала ареною практично безперервних мітингів.

### Карабаський конфлікт
26 листопада 1991 року Верховна Рада Азербайджанської РСР повернула місту історичну назву Ханкенді (азерб. Xankəndi). Однак, фактична влада Нагірного Карабаху залишила радянську назву Степанакерт (вірм. Ստեփանակերտ).
Взимку 1991—1992 років місто піддавалося запеклим обстрілам з боку підконтрольної на той час азербайджанським силам Шуші (у тому числі з РСЗВ «Град»), але обстріли припинилися після переходу Шуші 9 травня 1992 року під контроль збройних сил НКР. 366-й механізований полк російської армії, розквартирований у Степанакерті був втягнутий в бої на стороні вірмен, оскільки постійно піддавався обстрілу з боку азербайджанців, особовий склад брав участь в Ходжалинській різні азербайджанців. З 27 лютого по 7 березня 1992 року відбулась евакуація полку повітрям. 8-9 травня 1992 року два азербайджанські штурмові літаки Су-25 при підтримці вертольотів здійснили авіаудари по місту й передмістям, загинуло 30 людей, поранено 120. 10 травня авіаудар по місту й аеродрому здійснили 4 азербайджанських вертольота. У серпні 1992 року азербайджанська авіація завдавала неодноразових авіаударів по місту.
Місто потерпало від неодноразових артобстрілів з околиць Агдаму до 24 липня 1993 року, коли вірменські війська, після масованого обстрілу з «Градів», зайняли останній і зруйнували його вщент. Значні авіаудари по місту азербайджанські ВПС здійснили 24 березня і 23 квітня 1994 року. Всього за період з 21 листопада 1991 по 12 травня 1994 року (підписання угоди про перемир'я) по Степанакерту було застосовано (за вірменськими даними) близько 21 тис. реактивних снарядів «Град», 2,7 тис. ракет «Алазань», 1,9 тис. артилерійських снарядів, 180 РБК, близько 100 500-кг фугасних бомб, включно з 8 авіабомб об'ємної детонації.

### Сьогодення
З 1993 до 2020 року Степанакерт був окупований військами невизнаної Нагірно-Карабаської республіки. В місті не велися серйозні бойові дії з 12 травня 1994 року. Місто було відновлено від військових руйнувань. У центрі міста розташовано пам'ятник безсмертя, встановлений в одному з центральних парків Ханкенді у пам'ять про воїнів, загиблих у Німецько-радянській війні.
За часів окупації у Степанакерті було розташовано всі законодавчі, виконавчі та судові органи влади окупаційної вірменської влади та резиденцію фактичного президента, Національні Збори, уряд, міністерства, верховний суд та інші установи влади.
За угодою з 10 листопада 2020 року, місто залишилось під контролем провірменських сил, однак у ньому почали діяти азербайджанські паспорти, поліція, закони Азербайджану тощо. Відповідно до тристоронньої угоди, біля міста розташовується військова база російського контингенту.
У вересні 2023 року в результаті азербайджанського наступу місто було повернуто під контроль Азербайджану, більшість автохтонного вірменського населення полишила місто.

## Транспорт

### Автомобільний транспорт

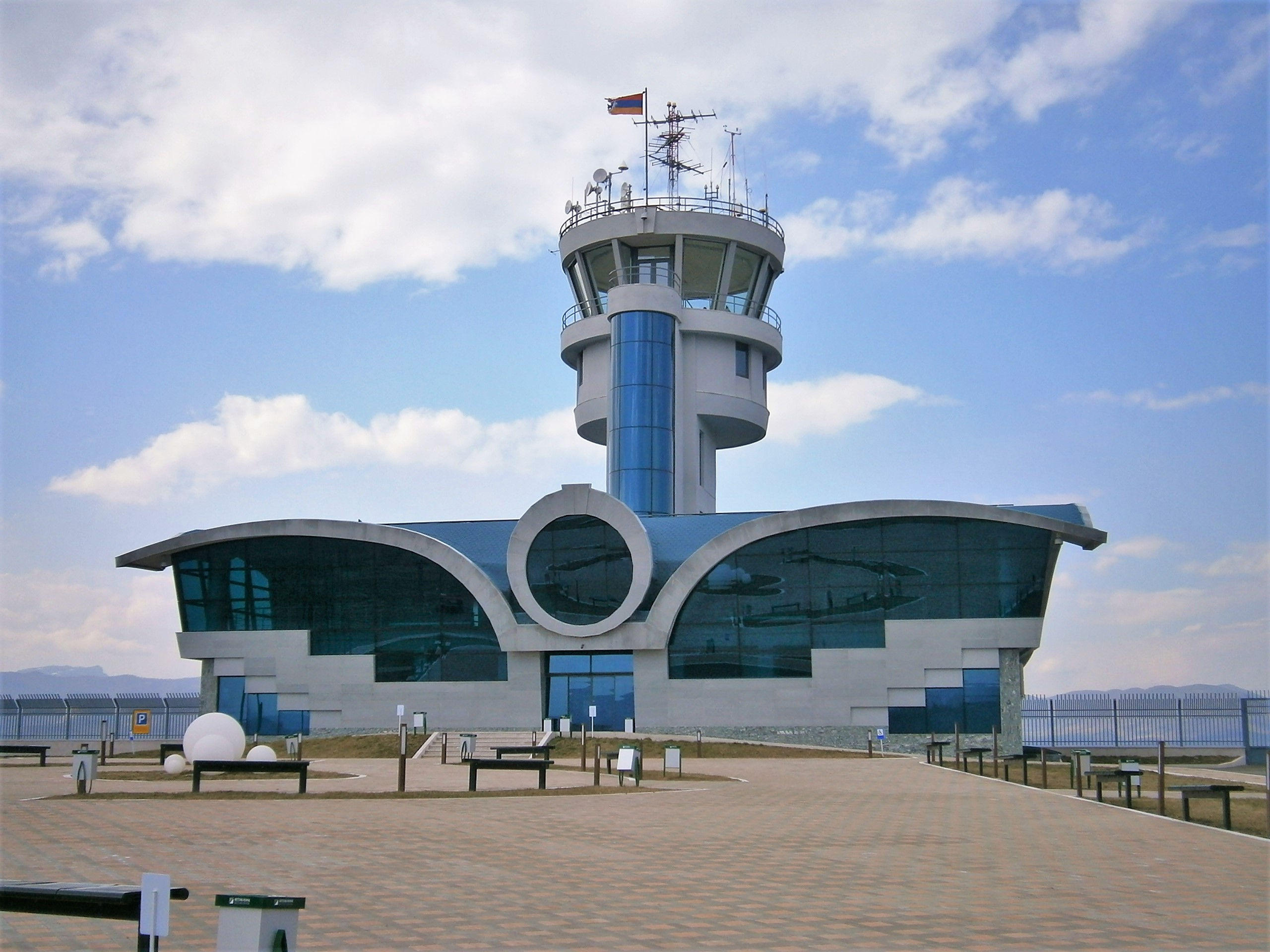
Степанакертський аеропорт

Місто з'єднують кілька трас:
- Ханкенді — Шуша — Лачин — Горіс — Єреван;
- Агдере — Дрмбон — Ханкенді — Кирмизи Базар — Гадрут;
- Ханкенді — Мартуні;
- Ханкенді — Ходжали — Аскеран.

### Авіаційний транспорт

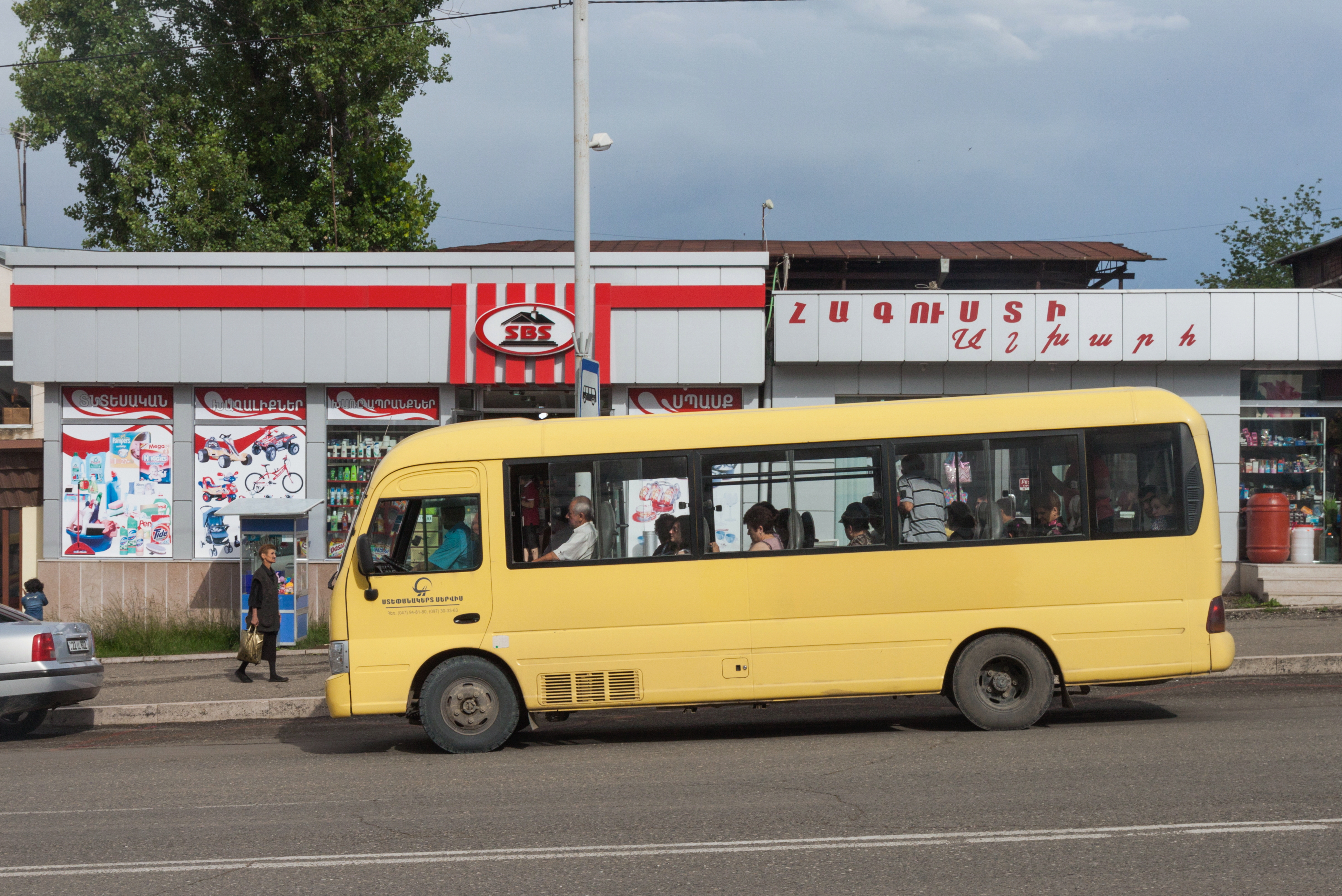
Маршрутне таксі і у Степанакерті

Єдиний аеропорт мав здійснювати регулярні пасажирські рейси з жовтня 2010 року, після вдосконалення Степанакертського аеропорту, що знаходиться за 10 км на північний схід від столиці і поки що використовується лише для приватних, туристичних, дипломатичних рейсів, а також військово-повітряними силами НКР.

### Залізничний транспорт
Залізнична станція, так само як і аеропорт, припинила свою діяльність з початком вірмено-азербайджанського конфлікту 1987—1994 рр. На відміну від аеропорту, залізниці в Нагірному Карабасі не працюють і не відновлюються. При врегулюванні статусу Нагірного Карабаху може розпочатися будівництво залізниці до запланованої Вірменія — Іран.

### Міський транспорт
Місто має розгалужену систему маршрутних таксі та автобусів. Також завдяки своїй відносній дешевизні має популярність таксі. Інших видів транспорту нема.

### Зв'язок

#### Телефон
З будь-якого стаціонарного телефону можна подзвонити в Україну та майже в будь-яку точку світу. Зона покриття охоплює всі найпопулярніші туристичні об'єкти й абсолютну більшість населених пунктів.

#### Пошта
Послуги пошти надає компанія «Азерпо́чт», з якої можна відправити листа з будь-якого міста чи великого села. Послуги пошти доступні.

#### Інтернет
Є розгалужена система інтернет-клубів та інтернет-кафе, але більшість з них працюють від ранку до вечора, а знайти інтернет-клуб уночі може бути проблематично.

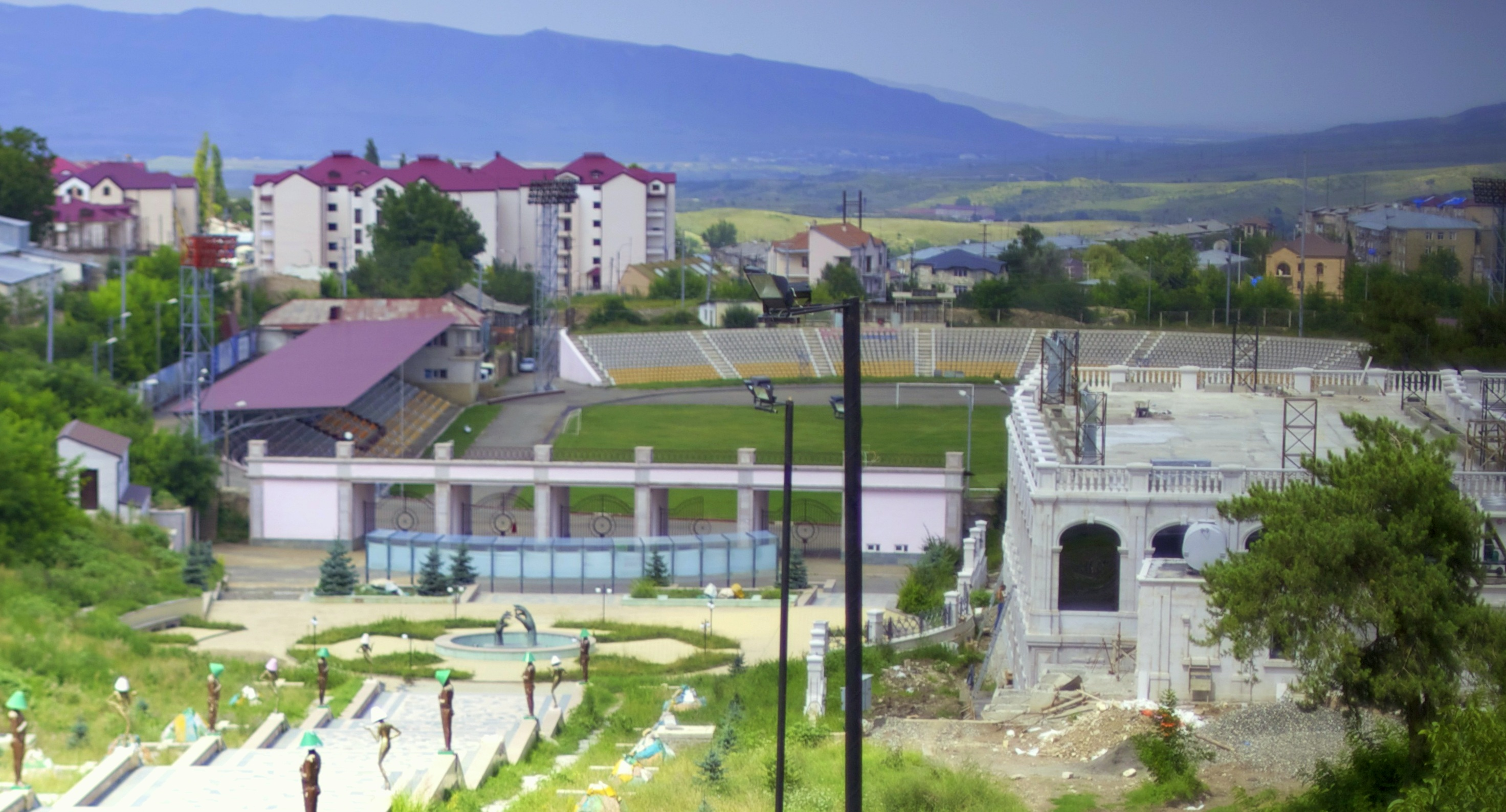
Республіканський стадіон імені Степана Шаумяна

## Спорт

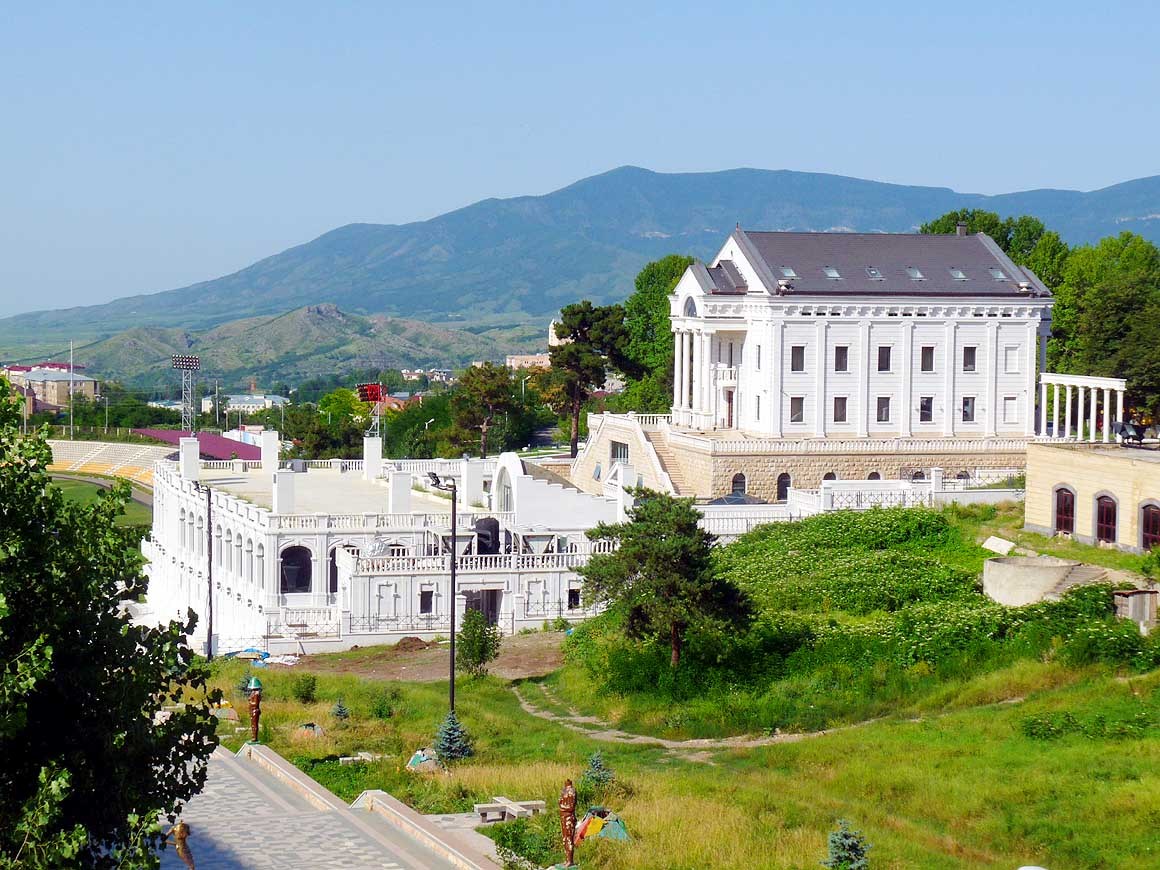
«Валлекс Ґарден Готель» у Ханкендіі

У місті найпопулярнішим видом спорту є футбол. З середини 90-х років футбольні команди міста почали брати участь у деяких внутрішніх змаганнях у Вірменії. Так футбольний клуб «Лернаїн Арцах» презентував Степанакерт у Прем'єр-лізі Вірменії.
У 2009 році була створена Національна футбольна ліга Арцаху, у якій виступають два клуби з Степанакерта: «Лернаїн Арцах» та «Єразанк».

У місті культивуються і інші види спорту, зокрема баскетбол та волейбол.

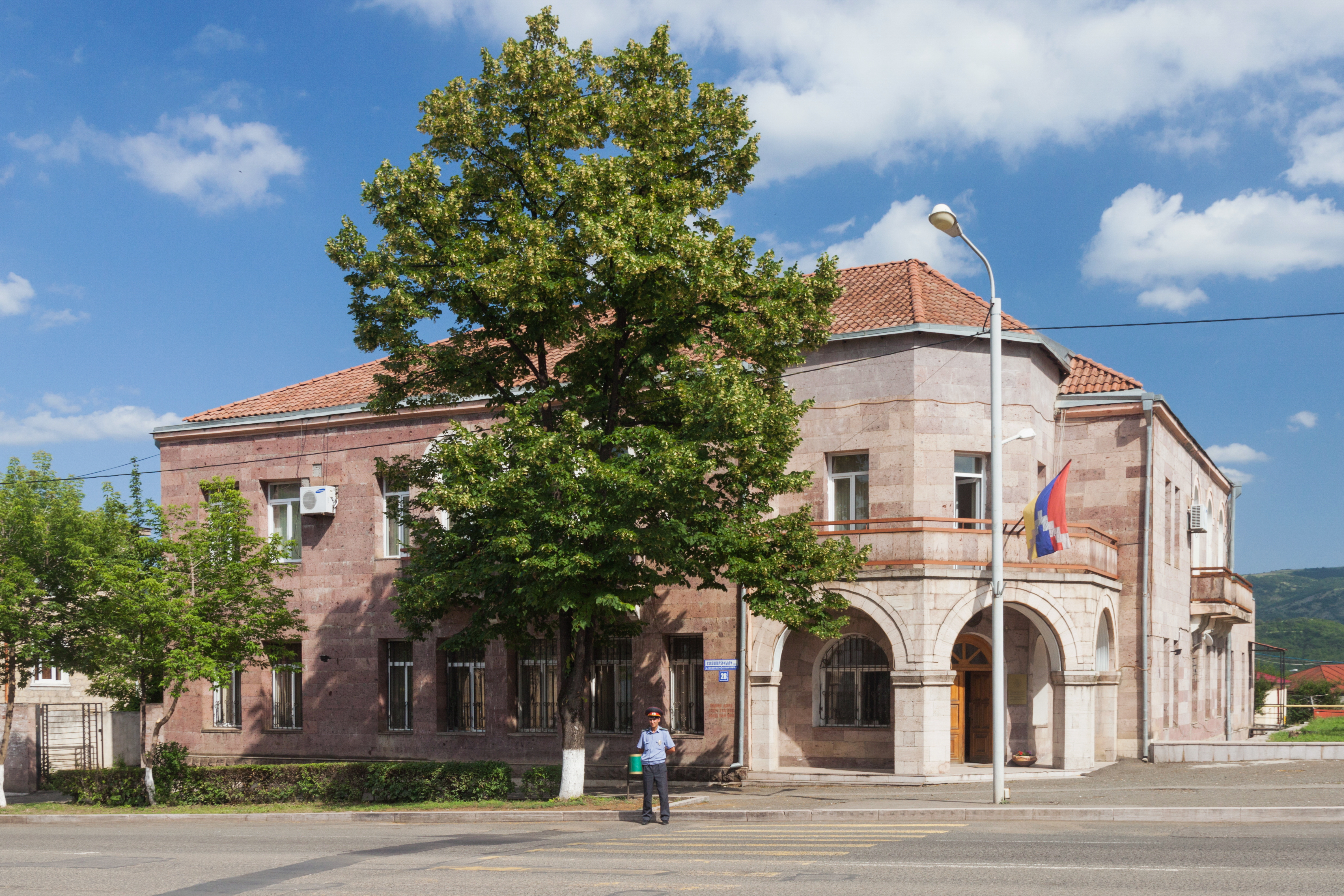
Будинок Міністерства закордонних справ НКР

## Персоналії

### Уродженці
- Агабеїм-ага — азербайджанська поетеса, дочка другого Карабаського хана Ібрагім Халіл-хана, дружина іранського шаха Фатх-Алі Шаха Каджара
- Араїк Арутюнян — прем'єр-міністр невизнаної Нагірно-Карабаської Республіки (2007—2017);
- Зорій Балаян — вірменський письменник, політичний і громадський діяч;
- Аркадій Гукасян — президент невизнаної Нагірно-Карабаської Республіки (1997–2007);
- Роберт Кочарян — прем'єр-міністр (1997–1998), потім президент Вірменії (1998–2008);
- Бако Саакян — президент невизнаної Нагірно-Карабаської Республіки (2007—2020);
- Серж Саргсян — президент Вірменії (2008—2018);
- Роза Саркісян — українська театральна режисерка та кураторка вірменського походження

### Мешканці
- Артур Мкртчян — державний та політичний діяч колишньої НКР.

## Міста-побратими
- Монтебелло
- Єреван
- Сан-Себастьян
- Майріпоран
- Сухумі

## Галерея

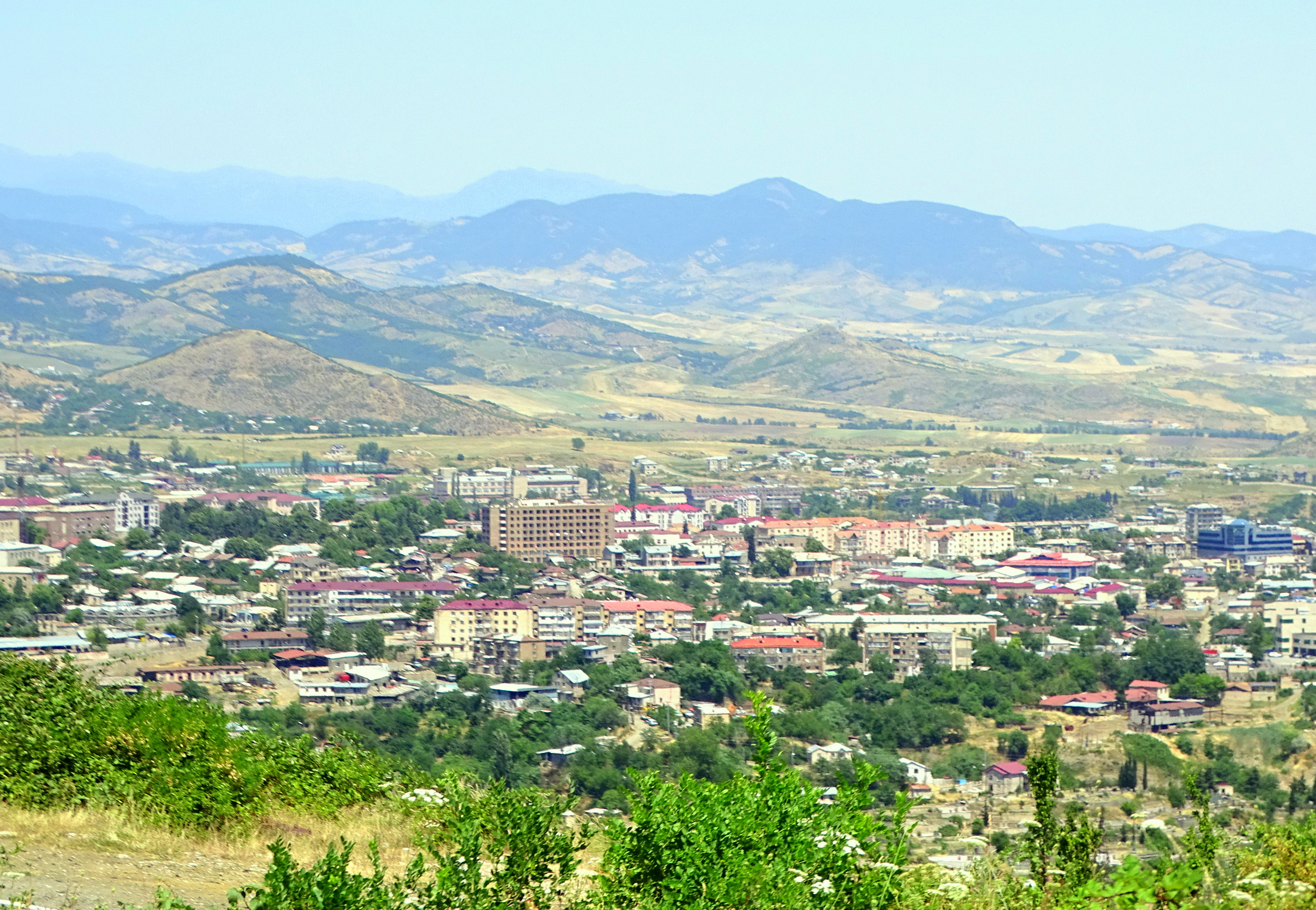
Степанакерт у 2015 році
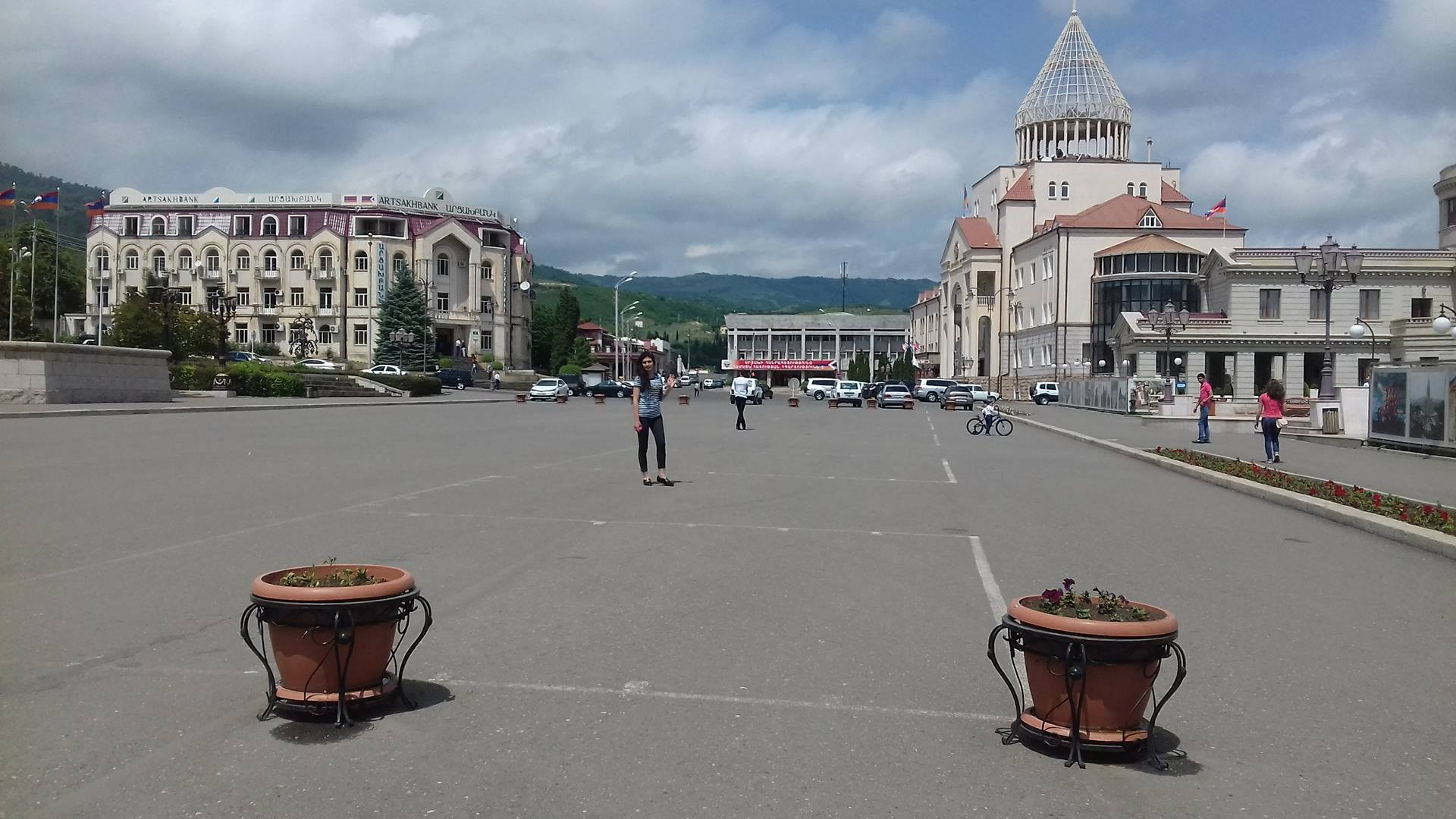
Площа Відродження
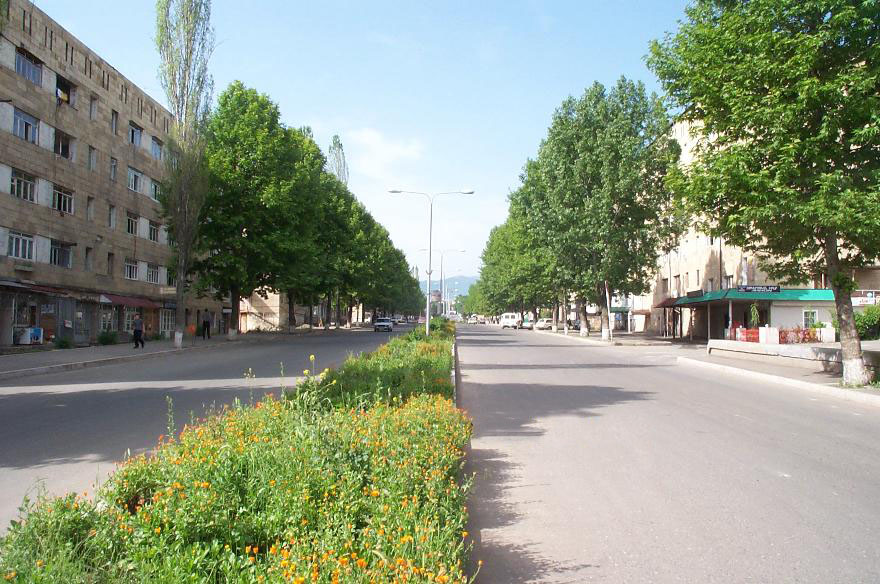
Головна вулиця міста
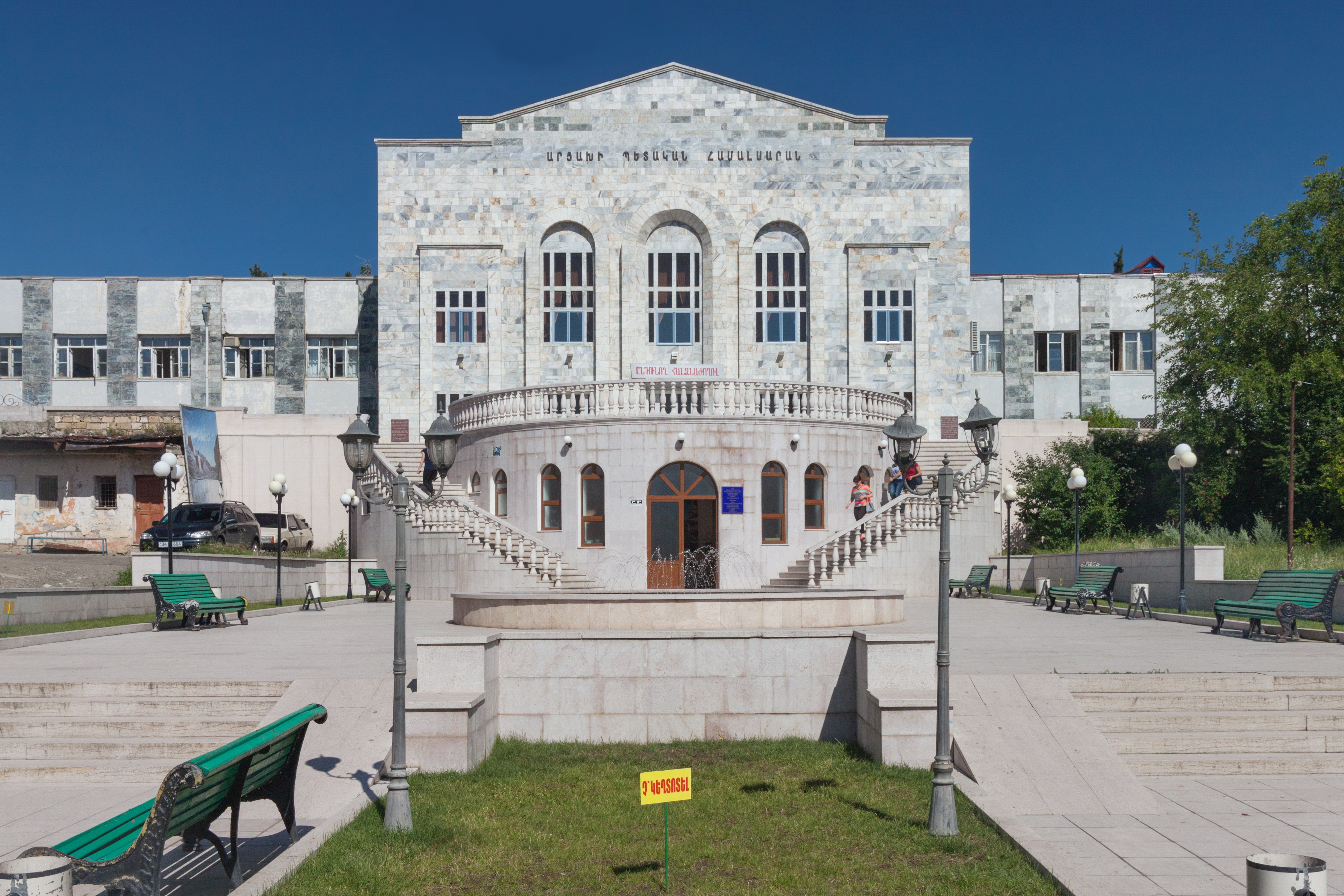
Арцаський державний університет
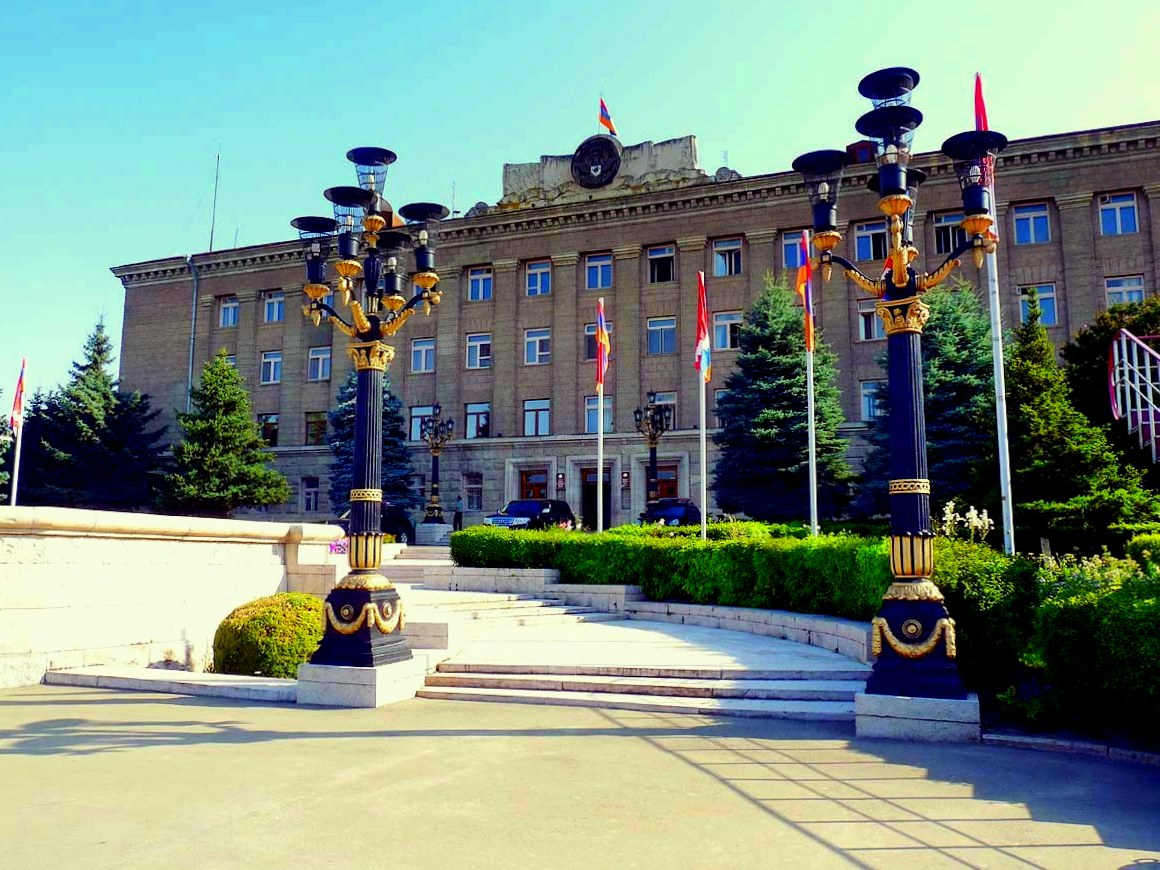
Президентський палац
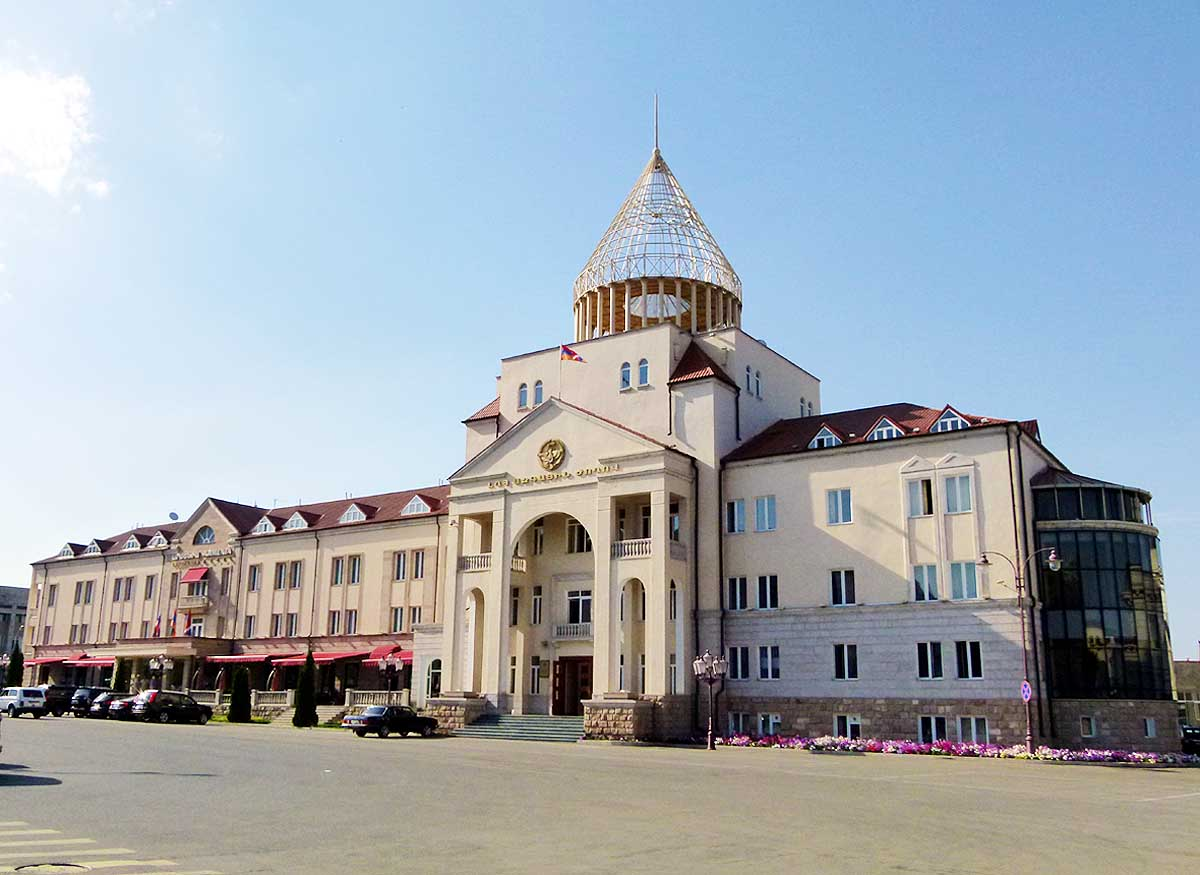
Національні Збори Нагірно-Карабаської Республіки